# Linköpings Fotbollförening
O Linköpings FF é um clube de futebol da Suécia fundado em 1981. Sua sede fica localizada em Linköping.
Em 2009 disputou a Division 2 Mellersta Götaland, uma das seis ligas da quarta divisão do futebol sueco, terminando na quarta colocação dentre 12 clubes participantes.